# Gryting de Orkdal
Gryting también Kaare Gryting según la saga Heimskringla fue un rey vikingo de Orkdalen durante el gobierno de Harald I de Noruega. Fue el primer caudillo en Trøndelag que se enfrentó a las ambiciones expansionistas del rey Harald y sus incursiones devastadoras hacia los reinos del sur. En la batalla de Orkdal, las fuerzas de Gryting fueron derrotadas y el mismo caudillo hecho prisionero. Tras la rendición, Gryting juró lealtad a la corona.
Kaare Gryting siguió dominando la región, Snorri Sturluson cita cómo Kaare se opuso a los esfuerzos del rey Haakon el Bueno para convertir a Noruega al cristianismo. Fue uno de los ocho caudillos que juraron erradicar la fe cristiana en Noruega y obligar al rey a realizar sacrificios a los dioses paganos. Años más tarde, cuando el rey Olav Tryggvason impuso el cristianismo a todos los noruegos, Kaare Gryting todavía era un poder en la comunidad. Olaf amenazó con sacrificarlo junto con algunos de sus líderes a los dioses «por la paz y por una temporada fructífera». Como resultado todos ellos aceptaron ser bautizados en la fe cristiana. Desde Orkdal, el rey Olaf fue a Trondheim, donde destrozó la imagen de Thor y ofreció a los bóndi la opción de convertirse o luchar. Eligieron el bautismo y Olaf tomó como rehenes a muchos de sus hijos para que no volvieran a caer en el paganismo.